# Coleophora macilenta
Coleophora macilenta é uma espécie de mariposa do gênero Coleophora pertencente à família Coleophoridae.